# 静岡市立宮竹小学校
静岡市立宮竹小学校（しずおかしりつ みやたけしょうがっこう）は、静岡県静岡市駿河区宮竹二丁目にある公立小学校。

## 沿革
- 1985年（昭和60年）
  - 4月1日 - 開校[1]。
  - 4月6日 - 始業式、大里東小学校より分離[1]。
- 2004年（平成16年）5月29日 - 20周年記念運動会[1]。
- 2014年（平成26年）5月 - 30周年記念運動会。全校生徒全員にタオルをプレゼント[1]。

## 通学区域
駿河区
- 敷地一丁目・二丁目
- 高松一丁目・二丁目
- 下島の北方
- 宮竹一丁目・二丁目

## アクセス
- しずてつジャストライン県立病院高松線 「登呂コープタウン」停留所から、徒歩3分